# Miracinonyx trumani
Espèce
Synonymes
- Felis trumani Orr, 1969

Miracinonyx trumani est une espèce fossile de guépards américains qui vivait en Amérique du Nord durant le Pléistocène. Cette espèce s’est éteinte il y a environ 12 000 ans à la même période que d’autres espèces de la mégafaune nord-américaine.

## Systématique
L'espèce Miracinonyx trumani a été décrite pour la première fois en 1969 par le paléontologue américain Phil Cummings Orr (d) (1903–1991) sous le protonyme Felis trumani.

## Description
Miracinonyx trumani avait une morphologie proche du Guépard actuel, plus fine que celle d’une autre espèce de Guépard américain préhistorique, Miracinonyx inexpectatus. Mais des analyses génomiques ont montré en outre que Miracinonyx trumani était plus proche du Puma et le Jaguarondi (aussi du Nouveau Monde) que du Guépard actuel. M. trumani était restreint aux grandes plaines et déserts montagneux des États-Unis actuels. Les proies possibles retrouvées en association avec M. trumani, comme dans la grotte Natural Trap Cave dans le Wyoming, comprennent le Pronghorn et la chèvre de montagne Oreamos harringtoni. Ceci a engendré des incertitudes sur le mode de vie de M. trumani, à savoir s'il s’apparentait davantage aux activités d’un Guépard actuel dans les grandes plaines ou d’un Léopard des neiges dans des régions montagneuses.